# 加利福尼亚州洛杉矶圣殿
加利福尼亚洛杉矶圣殿是耶稣基督后期圣徒教会第10个开放的圣殿，位于美国洛杉矶西木区的聖塔莫尼卡大道。1956年奉献，当时是世界最大的圣殿，后来被扩建的盐湖城圣殿超过。它服务于南加州的若干县。